# Digama burmana
Digama burmana är en fjärilsart som beskrevs av George Francis Hampson 1892. Digama burmana ingår i släktet Digama och familjen björnspinnare. Inga underarter finns listade i Catalogue of Life.